# Coleorton
Coleorton is een civil parish in het bestuurlijke gebied North West Leicestershire, in het Engelse graafschap Leicestershire met 1177 inwoners.